# 紅拳
红拳是中国传统武术的一种，因发源于陕西盛行于关中，又被称为“陕西拳”、“关中拳”。红拳历史悠久，起源可追溯到秦朝，成型于元明，至清朝广为流传，在陕西之外又被称为“（潼）关西拳”。
红拳体系完整，有“一系七拳”之说。“七拳”指的是：本体红拳（例：小红拳、大红拳、二路红拳、粉红拳、老红拳、中红拳）、炮捶、子拳（猴拳）、花拳、醉拳、地躺拳、九拳。
红拳的基本功分“软十盘”和“硬十盘”，教学内容分“盘、法、势、理”四部分，双人对练称为“跑拳搭手”。红拳的器械以棍、刀、枪为主。
红拳的指导思想是“撑补为母，勾挂为能、化身为奇、刁打为法”。
红拳于2008年12月12日被正式列入国家级非物质文化遗产，目前由“陕西红拳文化研究会”负责日常的传承和推广指导工作，研究会下设有数十个传习所从事具体的教学活动。